# Скользящая шкала
Плата (цена) по принципу «скользящей шкалы» представляет собой переменную плату за товары, услуги или налоги в зависимости от финансовых возможностей клиента. Таким образом, эта плата снижается для клиентов с более низким уровнем дохода.
Бизнес или неправительственные организации могут иметь разную мотивацию, чтобы предлагать продукты или услуги на основе принципа скользящей шкалы. Например, благотворительность в пользу тех, кто имеет меньше возможностей позволить себе данный продукт или услугу, потенциальная возможность для налоговых вычетов при предложении услуг, таких как благотворительность, возможность даже частичные доходы, чтобы внести свой вклад в положительный финансовый баланс, желание сохранить давних клиентов или привлечь дополнительных клиентов, которые могут прийти, благодаря рекомендациям от давних клиентов.
Некоторые предприятия и организации могли бы реализовать прибыль, за счет субсидий из других источников. Например, взимая более высокую плату для более состоятельных клиентов, грантовые схемы или налоговые льготы.
Медицинские сборы могут зависеть от доходов пациента. Эндрю Карнеги ввел в действие такую систему для своих работников во время гомстедской стачки 1892 г.. Некоторые агентства по усыновлению детей взимает судебные издержки по принципу «скользящей шкалы», чтобы семьи с разным уровнем доходов имели возможность усыновить детей. Скользящая шкала часто применяется юристами, храмами и при сборах в учебных заведениях.